# Стефка
«Сте́фка» вебсеріал — український комедійний вебсеріал про життя молодої селянки, знятий в стилі старого німого чорно-білого кіно. У кожному з епізодів звучать різні твори композиторів — класиків початку XX століття. Серіал створений двома сестрами Юлією та Наталкою Кобізькою. Він став дебютною роботою для режисерки Юлії Кобізької та оператора Рустама Гімадієва.
Прем'єра відбулася у квітні 2020 року в соціальних мережах. Перший сезон складається з 11 короткометражних епізодів. Другий сезон вийшов в січні 2021 року, складається з 6 короткометражних епізодів.
Режисери — Юлія Кобізька.
У головних ролях — Наталка Кобізька.

## Сюжет
Стефка живе в селі на Полтавщині. Вона має добре господарство і гарно за ним дбає. Щодня вона починає день з усмішки, адже її радують прості речі — яйця, які нанесли їй кури або повні качани кукургузи (так на Полтавщині називають кукурудзу). Але в неї є одна особливість — швидка зміна настрою. Більше того, вона страждає на маніакальний синдром, тому кожна маленька невдача для неї перетворюється на справжню трагедію. Героями в кожному епізоді виступають домашні тварини (кури, кози, собака, кіт, кобила), з якими трапляються кумедні історії.
Стефка зустрічає ловкого хлопця з білим конем і закохується в нього. Пізніше він присилає їй листа з фотографією та гілочкою сухого бузкового цвіту, запрошуючи до романтичного листування. Проте фото вийшло невдале, тому у відчаї Стефка розриває його, відкидаючи ідею про романтичні стосунки.
В останньому епізоді їй сниться дивний сон, в якому містична зустріч з її коханим призводить до трагедії — вона обстригає густі кучері хлопця і топить його в річці.
В другому сезоні Стефка заводить знайомство з працьовитим хлопцем, який допомагає їй по господарству. Але вона залишається вірною колишньому почуттю і все ще чекає на парубка з фотографії, яка й досі стоїть у неї на столі. Коли він нарешті приїздить, Стефка переконується, що надто ідеалізувала його образ. Вирішуючи свою долю, Стефка відмовляється від ловкого хлопця і повертається до свого колишнього любого їй життя.

## Відгуки критиків
Інтернет видання The Claquers вказало, що „Стефка“ вдало апелює саме до початків кінематографу, поєднуючи характерні для того часу елементи: аматорство, документальність та комедійність з використанням ґеґів.»
Сучасний український письменник Андрій Кокотюха включив «Стефку» в свій огляд альтернативних серіалів під час весняної частини карантину для видання Детектор медіа. Він вказав, що «Стефка» чистої води експеримент режисерки Юлії Кобізької та бенефіс акторки Наталки Кобізької."
Українське видання «Нове українське кіно» включило 11 епізод серіалу («По той бік Стефки») в добірку кращих українських фільмів жахів останніх років.
Інтернет видання «Культурно» відмітило вебсеріал «радикальною несхожістю із тим, що і як зараз знімають».

## Музика
| Епізод | Назва                         | Композитор        | Твір                                                          |
| ------ | ----------------------------- | ----------------- | ------------------------------------------------------------- |
| 1      | Стефкина трагедія             | Микола Лисенко    | Друга рапсодія: «Думка-Шумка»                                 |
| 2      | Стефкина кукургуза            | Рейнгольд Глієр   | 25 Preludes, Op. 30: No. 4 in C-Sharp Minor                   |
| 3      | Самошедша Стефка              | Сергій Рахманінов | Polichinelle in F-Sharp Minor, Op. 3, No. 4                   |
| 4      | Як Стефка піч мазала          | Олександр Скрябін | Etude in D-Sharp Minor, Op. 8, No. 12                         |
| 5      | Як Стефка кіз доїла           | Микола Лисенко    | Heroic Scherzo                                                |
| 6      | Як Стефка через кладку бігала | Моріц Мошковський | Etude In F Major, Op.72, No.6                                 |
| 7      | Лист до Стефки                | Клод Дебюссі      | Arabesques, CD 74, L. 66: No. 2, Allegretto scherzando        |
| 8      | Як Стефка гриби збирала       | Ференц Ліст       | Ballade No. 1 in D flat major, S170/R15, «Le chant du croise» |
| 9      | Як Стефка виморилася          | Моріц Мошковський | Piano Concerto                                                |
| 10     | Стефкина робота               | Фридерик Шопен    | Étude No. 11 in A Minor Op. 25, «Winter Wind»                 |
| 11     | По той бік Стефки             | Ігор Стравинський | Les Cinq Doigts: Iv. Larghetto (1920-21), The Rite of Spring  |

Другий сезон
| Епізод | Назва                                | Композитор                    | Твір                                |
| ------ | ------------------------------------ | ----------------------------- | ----------------------------------- |
| 1      | Як Стефка музику грала               | Обробка Л.Кауфмана, А.Рівчука | Румунська мелодія "Соловей"         |
| 2      | Як Стефка замок одмикала             | Фридерик Шопен                | Фантазія экспромт                   |
| 3      | Як Стефка вермішель робила           | Людвіг ван Бетховен           | Piano Sonata No. 21 (C-dur), Op. 53 |
| 4      | Як Стефка яблука складала            | Антонін Дворжак               | «Слов'янські танці»                 |
| 5      | Стефчина стежка                      | Бела Барток                   | "Контрасти"                         |
| 6      | Стефка і собаче трясця. Бонус-епізод | Ференц Ліст                   | Grandes études de Paganini, No.6    |

## Цікаві факти
Ім'я героїні дала акторка Наталка Кобізька, як вона думала, в честь своєї прабабусі. Вже після виходу першого епізоду, раптом усвідомила свою помилку, згадавши, що справжнє ім'я її прабабусі було Гапка, а не Стефка.
У серіалі немає бутафорних декорацій, все, що оточує героїню — справжній сільський побут.
Крім Наталки Кобізької в серіалі не грають професійні актори.
В епізоді з трубою (Епізод 3 «Самошедша Стефка») Наталка Кобізька дійсно натискала правильні комбінації клавіш на трубі, оскільки в дитинстві грала в духовому оркестрі в Рашівці, який діє до цих пір. А от в 5-му епізоді («Як Стефка кіз доїла») в кадрі, де показано доїння кіз — не її руки, оскільки доїти кіз вона не вміє.
Епізод з сіном (Епізод 9 «Як Стефка виморилася») знятий під час справжнього процесу вбирання сіна.
Сцени для 10-го епізоду «Стефкина робота» знімалися в музейних кімнатах аптеки-музею в Рашівці авторами якого є сестри Кобізькі.
Найдовшими зйомки були для 11 епізоду «По той бік Стефки». Знімальний процес тривав 5 днів. З них три дні поспіль зйомки починалися о 3-й ранку, щоб зняти ранковий туман, який швидко зникав. У фінальному варіанті епізод триває лише чотири з половиною хвилини.